# Дервио
Дѐрвио (на италиански: Dervio, на западноломбардски: Derf, Дерф) е малко градче и община в Северна Италия, провинция Леко, регион Ломбардия. Разположено е на 220 m надморска височина, на югоизточния бряг на езеро Лаго ди Комо. Населението на общината е 2694 души (към 2014 г.).